# Fornolés
Fournoulès és un antic municipi als departament del Cantal al centre-sud de França. L'1 de gener de 2016 es va fusionar amb la nova comuna Saint-Constant-Fournoulès.